# Черната скала (местност)
 Тази статия е за местността при Боровец.  За други значения вижте Черната скала.  
Черната скала е местност и природна забележителност близо до курорта Боровец. Представлява грамадна каменна скала, чиито стени се извисяват над долината на река Голяма Сливница.
Разстоянието от върха до подножието ѝ е 135 м. В горната си част представлява равна скална площадка, обезопасена с метален парапет, от където се открива панорама към планинските склонове и гористата урва. Мястото е лесно достъпно и не изисква специална подготовка. Теренът е предимно равен. Отправна точка на екомаршрута е една от главните улици на курорта, която води до конна база в покрайнините на Боровец.
В тази пропаст след 9 септември 1944 г. без съд и присъда са избити от комунистическа власт над 100 души от Самоков, селата Бели Искър и Белчин (точният им брой не е известен и до днес). На това място в памет на жертвите по-късно е издигнат железен кръст.